# جام ملت‌های فوتسال آسیا ۲۰۲۰
جام ملت‌های فوتسال آسیا ۲۰۲۰ (به انگلیسی: 2020 AFC Futsal Championship) به‌عنوان شانزدهمین دوره از جام ملت‌های فوتسال آسیا مقرر بود که به میزبانی ترکمنستان از ۲۷ فوریه تا ۸ مارس ۲۰۲۰ برگزار شود. پس از آغاز دنیاگیری کووید-۱۹، برگزاری این مسابقات چند بار به تعویق افتاد. در ۱۰ نوامبر ۲۰۲۰، کنفدراسیون فوتبال آسیا اعلام کرد که این رقابت‌ها از ۲۳ مارس تا ۳ آوریل ۲۰۲۱ در شهر کویت برگزار خواهد شد. با افزایش شیوع کووید-۱۹ در کویت، این رقابت‌ها بار دیگر به تعویق افتادند. سرانجام، کنفدراسیون فوتبال آسیا در ۲۵ ژانویه ۲۰۲۱، برگزاری این مسابقات را لغو کرد. این مسابقه در سال ۲۰۲۲ برگزار می گردد.